# مارکوین مولین
مارکْوِین مولین (به انگلیسی: Markwayne Mullin) سناتور منتخب ایالات متحده از اکلاهما است. او نمایندهٔ حوزه انتخابیه دوم اکلاهما از حزب جمهوری‌خواه ایالات متحده آمریکا در مجلس نمایندگان ایالات متحده آمریکا بوده که برای نخستین‌بار در ۶ ژانویه ۲۰۱۳ میلادی به‌عضویت این مجلس درآمد. او نخستین سرخپوست آمریکایی است که پس از بازنشستگی دیگر سناتور جمهوریخواه بن نایتهورس کمبل به عضویت سنای ایالات متحده در می آید.